# 符允中
符允中（1520年—？），字汝執，順天府永清縣人，民籍，明朝政治人物。

## 生平
嘉靖二十五年（1546年）丙午科順天府鄉試第九十名舉人。嘉靖二十九年（1550年）中式庚戌科會試第二百十六名，三甲第十七名進士。授扬州府推官，三十三年五月选授江西道試御史，卒於官。妻子石氏年二十六，守節三十餘年，旌表節婦。

## 家族
曾祖符讓；祖父符欽，衛學教授；父符存心，母胡氏。具庆下。弟美中、建中。